# Gartenstadtsiedlung „Am schmalen Rain“

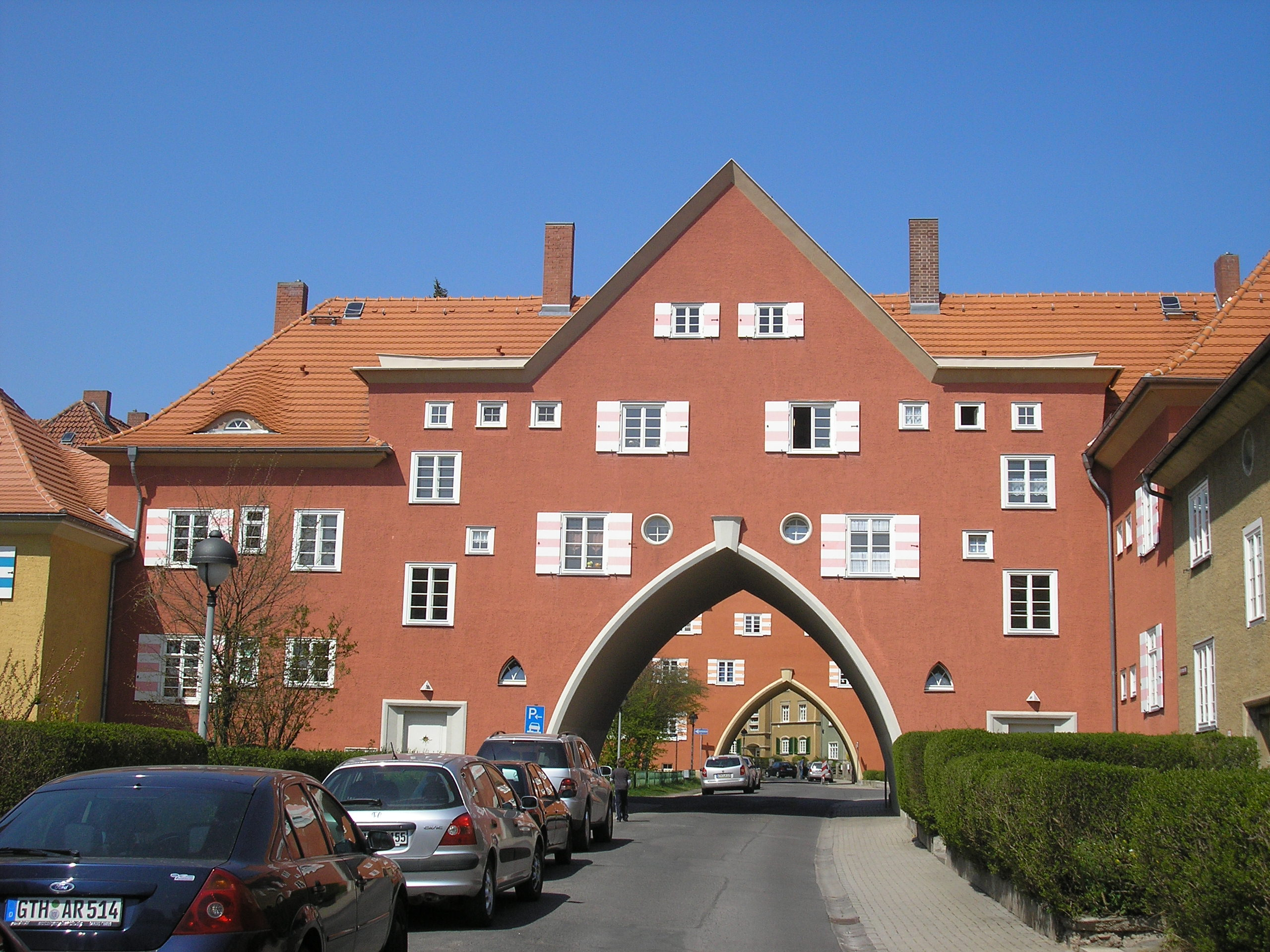
Am Schmalen Rain

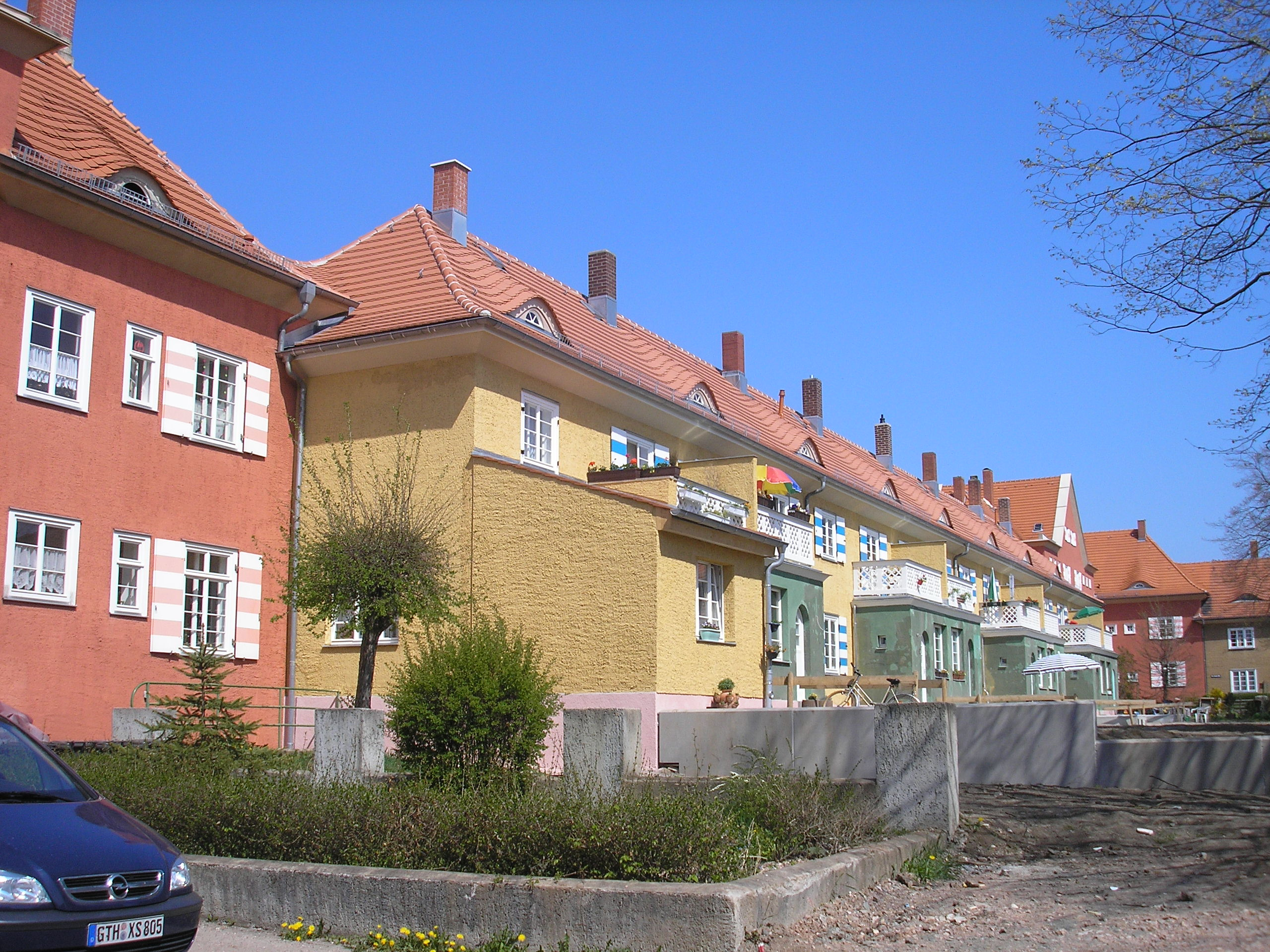
Beethovenstraße mit Blick in die Gärten v. Geschwister-Scholl-Platz

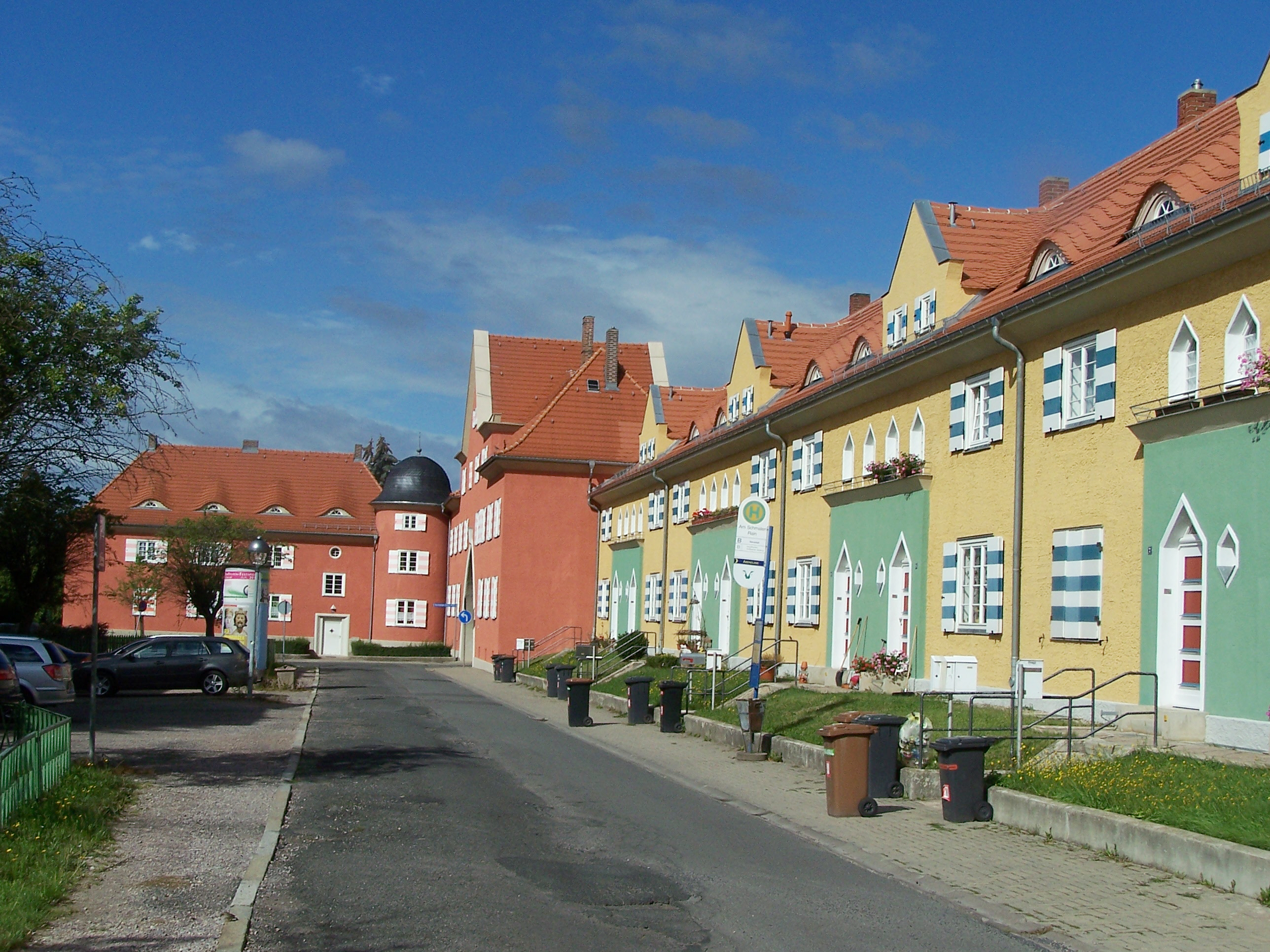
Geschwister-Scholl-Platz

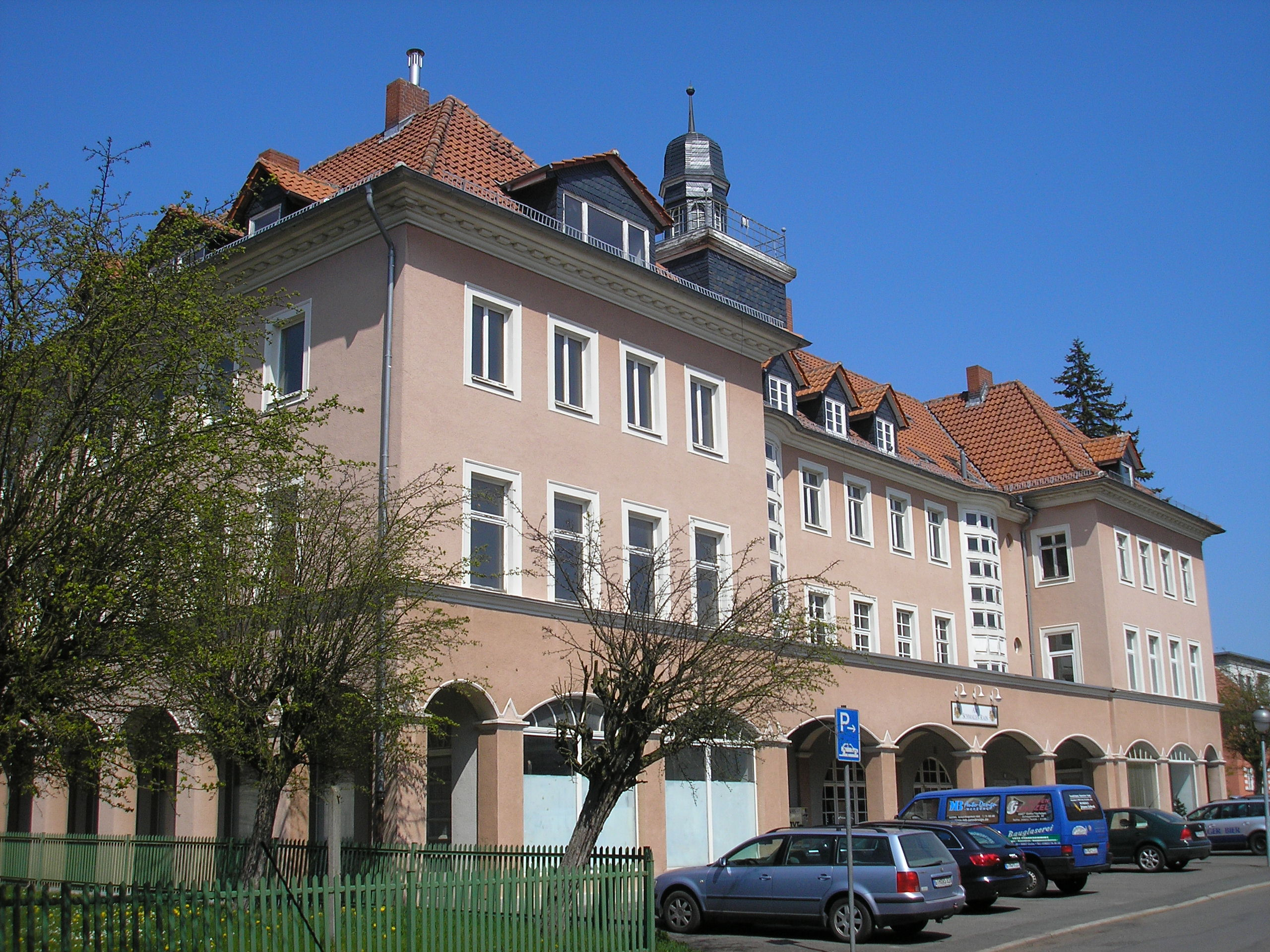
Geschwister-Scholl-Platz – Richard Neuland Haus-unsaniert

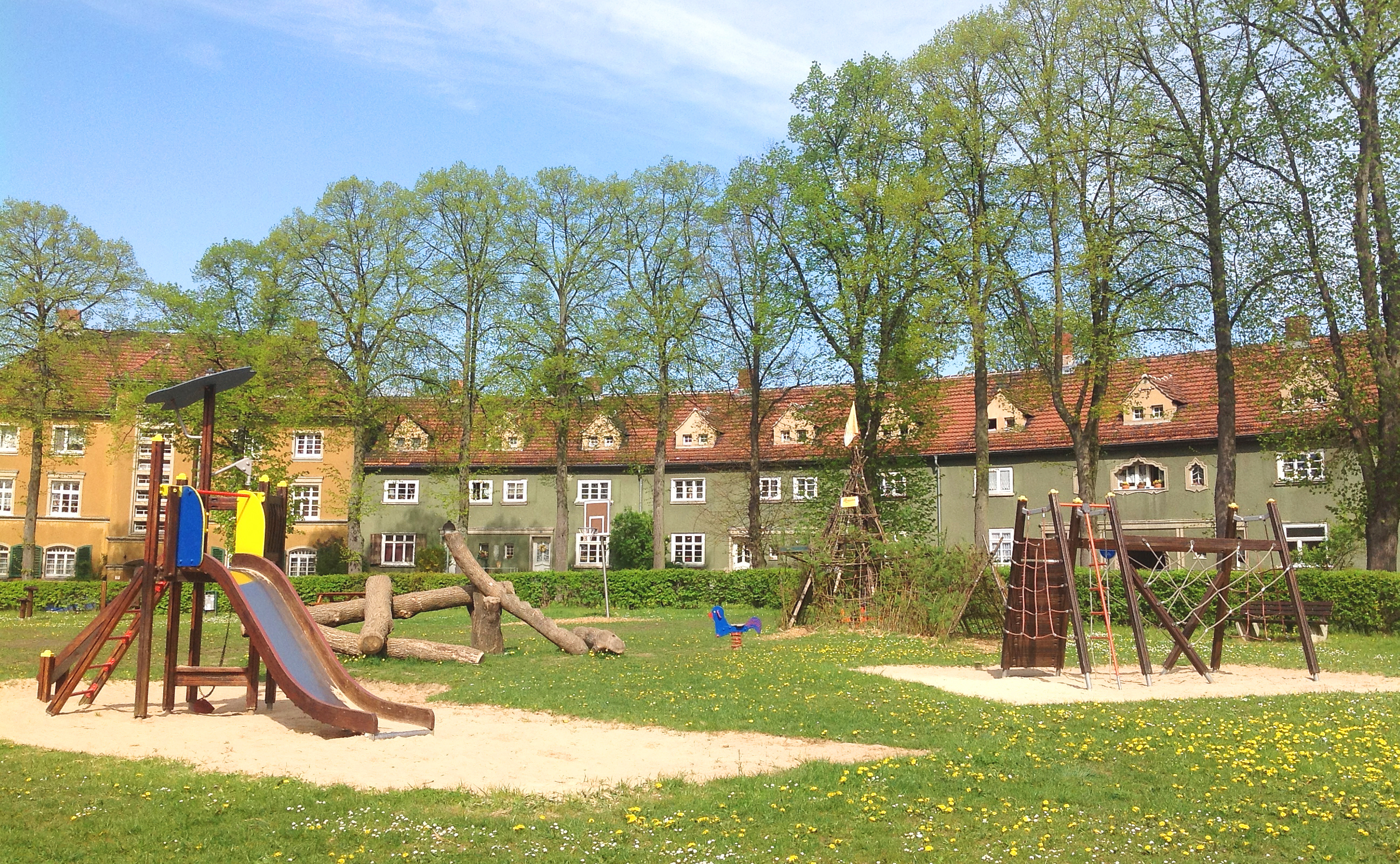
Spielplatz am Friedensplatz 2012

Die Gartenstadtsiedlung „Am schmalen Rain“ in Gothas Süden ist ein Beispiel für den von der frühen Gartenstadtbewegung beeinflussten Genossenschaftswohnungsbau der 1920er Jahre. Ihren Namen hat die hufeisenförmige Siedlung von ihrer Eingangsstraße, die wiederum nach einem alten Flurnamen benannt wurde.
Die Siedlung wurde nach Plänen der Architekten Richard Neuland und Bruno Tamme sowie des Regierungsbaumeisters Pfitzmann erbaut.

## Geschichte

### Anfänge
Am 19. Februar 1909 gründete sich nach dem Prinzip des Genossenschaftswesens (Hermann Schulze-Delitzsch) die Gothaer Baugenossenschaft für Beamte und Arbeiter der Eisenbahnerverwaltung eingetr. Genossenschaft mit beschränkter Haftpflicht. Im selben Jahr erwarb die Genossenschaft ihr erstes Grundstück im Südwesten der Stadt Gotha und die „Alte Kolonie“ entstand. Alle Straßen wurden nach Persönlichkeiten benannt: Paul von Breitenbach, Friedrich List, Karl Kindermann, Albert Freiherr von Maybach.
1909–1926 entstand zusätzlich zur „Alten Kolonie“ Familienhäuser in der Boilstädter Straße, der Friedrich-Ebert-Straße und der Waltershäuser Straße, der Wohnungsbestand wuchs.
1923 wurde in Gotha ein städtebaulicher Entwicklungsplan konzipiert, eine Flächenaufteilung und somit eine Bebauung am Stadtrand wurde erleichtert, die Grundlage für die Entstehung der Gartenstadtsiedlung war geschaffen. 1925 bemühten sich Vorstand und Aufsichtsrat der Genossenschaft um die weitere Vergrößerung des Wohnungsbestandes, erste Entwürfe für eine geschlossene Siedlung entstanden.

### Planung und Bau
Wegen der Wohnungsnot und der Arbeitslosigkeit beschloss die Reichsregierung ein „Winter-Notstandsprogramm“, dadurch wurde Geld zur Beschäftigungsförderung für Bauvorhaben bereitgestellt. Als größte Baugenossenschaft kaufte die Wohnungsbaugenossenschaft der Eisenbahner e.V. Gotha ein 7,2 Hektar großes Grundstück südlich der Eisenbahnlinie, westlich der Ratsrinne. 1926 wurde das Bauvorhaben, das die Schaffung von 150–200 Wohnungen vorsah, in einer Versammlung beschlossen. Stadtverwaltung und Landesregierung wurden gebeten, das aufgestellte Bauprogramm mit allen Mitteln zu unterstützen. Die Architekten Neuland und Tamme bewarben sich mit Entwürfen unter drei Bauvorgaben:
1. Berücksichtigung der außergewöhnlichen ruhigen Lage eines städtischen Randgebietes
2. gute Einordnung von Verkehrslagen für eine Wohnsiedlung mit „Ortskern“ und Läden für die Versorgung der Anwohner
3. Berücksichtigung der Gartenstadtidee

Der Entwurf von Richard Neuland entsprach am ehesten den Vorgaben, jedoch beschlossen die Gutachter eine Reihe von Veränderungen. Am Ende vergab die Stadt den Auftrag an drei Architekten, jeder sollte für einen bestimmten Teil der Siedlung verantwortlich sein. Das Gesamtprojekt bekam den Charakter einer Gartenstadt in Hufeisenform.
Die Architekten Bruno Tamme (1885–1964) und Richard Neuland (1884–1958), Absolventen der Gothaer Bauschule, hatten bereits mehrere Gebäude in Gotha gebaut – Neuland für die Genossenschaft in der Maybachstraße. Tamme, Neuland und Pfitzmann (zusätzlich herangezogen von der Thüringer Wohnungsfürsorgegesellschaft mbH aus Weimar) verpflichteten sich zur kollegialen Zusammenarbeit. Individuelle Vorstellungen wurden in ein Gesamtkonzept zusammengefasst. Zum 20. Dezember 1926 wurde die genauere Aufteilung des Baugebietes unter den Architekten ausgelost.
Der erste Kostenvoranschlag betrug für 161 Wohnungen, 3 Geschäfte, 1 Gaststätte und die Genossenschaftsverwaltung 1.875.850 RM.

### Details zur Anlage
Wegen der geschlossenen Anlage sollten so wenig wie nötig Freileitungen verlegt werden, dadurch war eine bessere Nutzung der Grün- und Freiflächen möglich. Öffentliche Grünflächen wie die halbkreisförmige am Friedensplatz sollten als Wiese oder Park von den Anwohner genutzt werden, besonders den Kindern wurde hier Spielfläche angeboten. Noch heute liegt hier der Spielplatz, der sich im Sommer als größerer Treffpunkt für Groß und Klein anbietet. Der Mittelpunkt der Siedlung – der Geschwister-Scholl-Platz – sollte als öffentliches Zentrum für die Anwohner wirken, das Hauptgebäude (Haus 1/1a, jetzt Richard Neuland Haus) sollte durch die beidseitige Umrahmung mit Rasenflächen wie ein Rathaus wirken und als Versorgungseinrichtung dienen.
Zu jedem Siedlungshaus vergaben die Architekten einen Vorgarten, der sich von Straßenzug zu Straßenzug unterschied, jedoch prinzipiell gleiche Strukturen aufwies. Die Gärten hinter den Häusern sollten ausschließlich funktionsbezogen ausgerichtet bleiben. Sie unterschieden sich in Form und Größe, jedoch nicht in Bezug auf die Unterteilung in Wirtschaftsteil und Nutzgarten. Neben dem Wirtschaftsteil der mit Kies befestigt war und vom Waschkeller über eine außen liegende Treppe genutzt wurde befanden sich unter anderem ein schmales Stück Grün sowie die Wäschepfähle und eine Regentonne. Der hintere Garten wurde durch den Nutzgarten abgeschlossen. Baumpflanzungen mussten durch den Vorstand genehmigt werden.
Die Vorarbeiten zum Siedlungsbau „Am schmalen Rain“, Erdaushub und das Anlegen der Baustraßen wurden durch das „Winter-Notstands-Programm“ für Arbeitslose abgesichert, alle weiteren Arbeiten wurden durch Gothaer Handwerksbetriebe durchgeführt. Um die Anbindung für Fußgänger und Straßenverkehr zu gewährleisten, wurden zwei Brücken Richtung Pestalozzistraße und Friedrich-Ebert-Straße gebaut. Außerdem entstand eine Fußgängerunterführung unter der Eisenbahnstrecke Eisenach–Erfurt, um einen kurzen Weg zur Innenstadt Gotha zu ermöglichen.
Da das „Winter-Notstands-Programm“ von einigen Städten genutzt wurde, kam es zu Engpässen in der Materialbeschaffung. Daher konnte erst im Februar 1927 der erste Spatenstich erfolgen, bereits im Juni 1927 trugen die ersten Wohnhäuser ihren Richtkranz. Bis zum Sommer 1927 stieg die am Siedlungsbau beteiligten Unternehmen (hauptsächlich ortsansässig) auf 77 Betriebe mit ca. 1200 Arbeitern an.
Am 19. September 1927 fand ein Richtfest mit 1300 Teilnehmern statt, der Oberbürgermeister Scheffler gab die Straßennamen zum Siedlungsgebiet bekannt:
- Am Schmalen Rain (nach der alten Flurbezeichnung)
- Beethovenstraße
- Straßburger Platz (der jetzige Geschwister-Scholl-Platz)
- Walther-Rathenau-Ring (der jetzige Friedensplatz)
- Friedrich-Ebert-Straße (zur Erinnerung an den 1. Reichspräsident der Weimarer Republik)

In der Stadtratsitzung am 10. Januar 1928 lobte der Gothaer Oberbürgermeister die Baugenossenschaft und den Vorstand und nannte die Siedlung „Am schmalen Rain“ ein „bauliches Schmuckstück Gothas“. Zur Abwendung eines Konkurses 1928 wurden alle Mitglieder zur Kasse gebeten, außerdem Grundstücke in der Siebleber Straße 28, das Geschäftshaus St. Gotthard sowie das Anwesen in der Walterhäuser Straße 36 veräußert.

### Sparmaßnahmen beim Bau
Das Baugebiet „Am schmalen Rain“ wurde zur Erhöhung der Wohnungszahlen (und somit der Zahl der Bewohner) umkonzipiert. Die Wohnungszahlen wurden im Oktober 1927 von 161 auf 190 Wohnungen angehoben, später weiter auf 202 Wohnungen. In den Einfamilienhäusern wurden Erd- und Obergeschoss getrennt vergeben, aus dem Obergeschoss des Wirtschaftsgebäudes wurden keine Fremdenzimmer, sondern 12 Wohnungen. 1935 entstanden nach der letzten Teilung der Reihenhäuser schließlich 269 Wohnungen:
- 12 Einraumwohnungen
- 146 Zweiraumwohnungen
- 95 Dreiraumwohnungen
- 15 Vierraumwohnungen
- 1 Fünfraumwohnung

Reihenhäuser die ursprünglich für eine Familie geplant waren und jetzt als Erd- und Obergeschoss getrennt vergeben wurden, besaßen nur im Obergeschoss Bad und Toilette, die alle Bewohner jedoch gemeinsam nutzten. Außerdem konnte man die Wohnungen in sich nicht abschließen, da man den Zugang zum Dachboden und den Kellerräumen gewährleisten musste.
Aufgrund finanzieller Schwierigkeiten wurde sowohl der Bau südlich der Friedrich-Ebert-Straße – ein geplanter Teil der Siedlung – als auch der geplante Bau einer Bäckerei gestrichen. Auch das Farbkonzept der Hauseingangstüren, die mehrfarbig vorgesehen waren, nach den Sparzwängen aber einfarbig bemalt wurden, sowie Geländer und Handläufe (vorher mit Formstücken aufwendig verschraubt – jetzt geschweißt) fielen der finanziellen Krise zum Opfer.

### 1946–1989
Ab Mitte 1946 wurde verfügbarer Wohnraum staatlich verwaltet. So wollte man der Wohnungsnot begegnen und Spekulation verhindern. Die Wohnungen wurden vom Wohnungsamt der Stadt und der Verwaltung der Deutschen Reichsbahn gemeinsam vergeben. Der Vorstand der Genossenschaft wurde informiert und hatte nur indirekten Einfluss auf die Vergabe.
1957 wurde der Träger in Gemeinnützige Wohnungsbaugenossenschaft der Eisenbahner e.G. umbenannt. 1960–1980 verbesserten die Genossenschaftsmitglieder ihre Wohnraumbedingungen durch eigene Leistungen und Nachbarschaftshilfe, außerdem wurden ursprünglich gärtnerisch intensiv genutzte Flächen zu Grünflächen umgewandelt um fortan Erholungszwecken zu dienen. Damals fehlende Möglichkeiten zur baulichen Veränderung haben den heutigen Vorteil, dass die Siedlung „Am schmalen Rain“ in ihrer ursprüngliche Bausubstanz erhalten blieb. Zudem stellte die Stadt die Gartenstadtsiedlung „Am schmalen Rain“ 1972 unter Denkmalschutz, daher gehört sie zu den am wenigsten veränderten Gartenstadtsiedlungen Deutschlands. Aufgrund der damaligen Zeit und Missständen in der Baustoffbeschaffung erwirtschaftete die Genossenschaft fast jährlich einen Überschuss, welcher teilweise oder ganz dem Staatshaushalt zugeführt werden musste.

### 1989 bis heute
Mit Beschluss des Stadtrates Gothas wurde die Siedlung Am schmalen Rain nach 1989 zum Sanierungsgebiet. Somit rückte die Siedlung in ihrer Gesamtheit wieder mehr in das Zentrum der Stadtentwicklung und in den Fokus vieler Gothaer. 1995 wurde die Siedlung in das Bund-Land-Programm Städtebauliche Sanierungs- und Entwicklungsmaßnahmen aufgenommen. Nach Erfassung der Bausubstanz und Festsetzung der Sanierungsziele konnten konkrete erste Planungen am Geschwister-Scholl-Platz durchgeführt werden. Fachplaner kümmerten sich um Außenputz, Treppenhäuser, Fenster, Türen und entwarfen Farbkonzepte. Zwischen 1996 und 2003 konnten die Eckgebäude am Geschwister-Scholl-Platz saniert und modernisiert werden. 2001 wurde die Gartenstadt Am schmalen Rain mit dem Thüringer Denkmalschutzpreis ausgezeichnet.
2010 wurden die beiden Häuserreihen zwischen den Eckgebäuden am Geschwister-Scholl-Platz äußerlich umfassend saniert. Zuerst wurden 2009 alle nicht originalen Anbauten rückgebaut und die Dächer komplett erneuert. Danach bekamen die Häuser neue Treppenaufgänge und Terrassen zur rückwärtigen Gartenseite. Mit der Erneuerung der Fassaden, Fenster, Fensterläden, Terrassengeländer und der Haustüren endete die Sanierung 2010. 2011 erfolgte die Revitalisierung der Gärten, Erneuerung der Gartenwege sowie Integration der Stellplätze der Müllcontainer. Als letzter Schritt wurden alle Zäune mit ihrer originalen und charakteristischen Lattung entsprechend den Denkmalschutzvorgaben erneuert. Fast immer wurde im Inneren der Wohnungen der Gartenstadtsiedlung Am schmalen Rain durch eigene Handwerker der GWG der Eisenbahner oder durch Fremdfirmen eine Innensanierung vorausgeplant.
2011/2012 wurde die Außenfassade des Gebäudekomplexes der gesamten Friedrich-Ebert-Straße erneuert, seitdem strahlt diese wieder in ihrer ursprünglichen blau-lila Farbe.

### Vereinsarbeit
Am 10. September 2008 gründete sich der Förderverein „Am schmalen Rain“. Er engagiert sich für die Erhaltung der genossenschaftlich betriebenen Siedlung, fördert die Kultur und unterstützt den Zusammenhalt der Menschen des Wohngebietes.
Der Verein, das sind Bewohner, Freunde und Förderer, die diesen Verein seit über 10 Jahre begleiten, organisieren und das Vereinsleben gestalten.
Familienfeste, Frühschoppen, Weihnachtsmärkte, jährliche Subbotniks und diverse kleinere kulturelle Aktivitäten werden von ihm organisiert und durchgeführt. Weiterhin leisten der Verein Beitrag dazu, dass die Gartenstadtsiedlung „Am Schmalen Rain“ in den Blick der Bewohner der Stadt Gotha und darüber hinaus rückt.

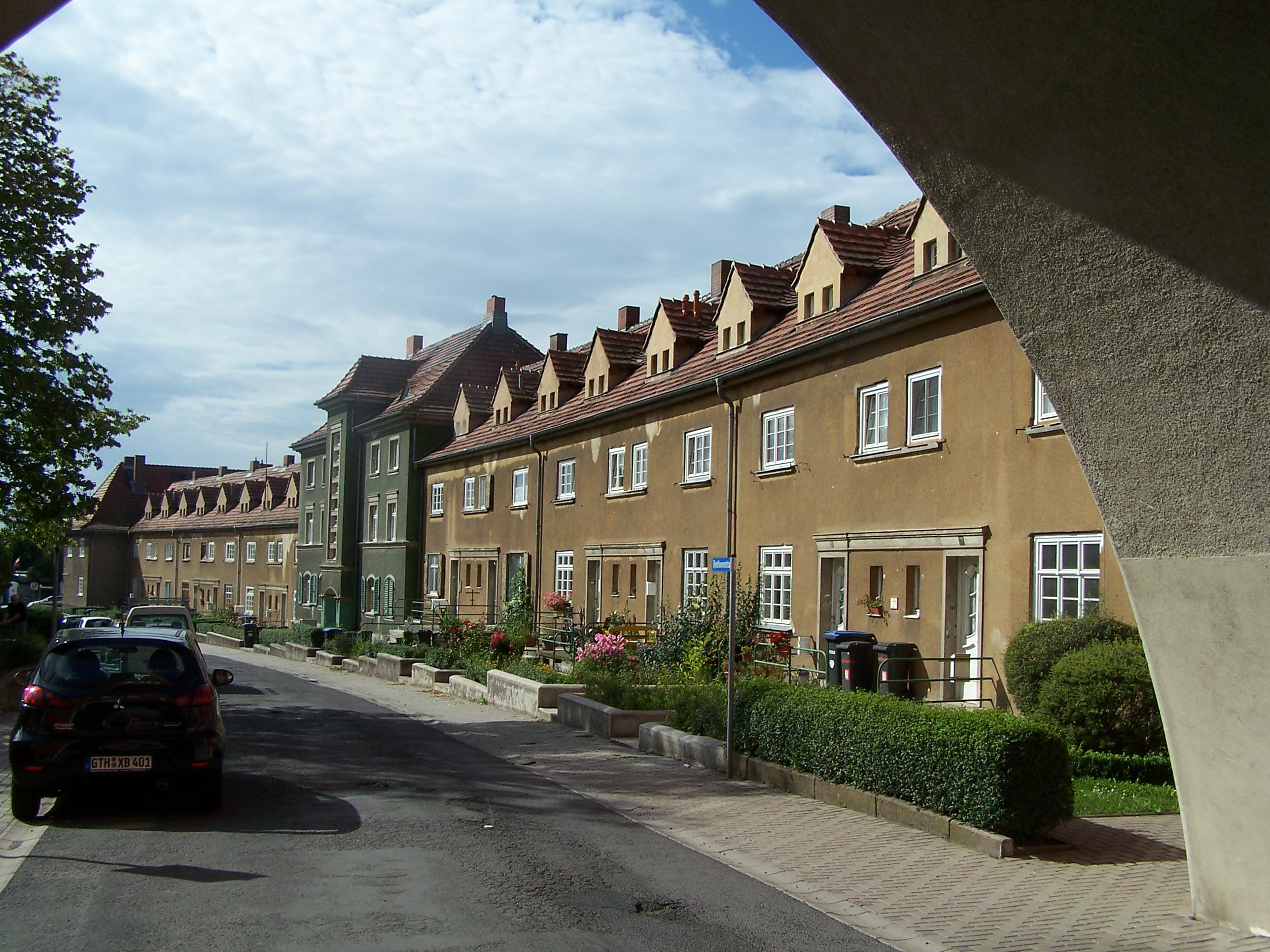
Beethovenstraße
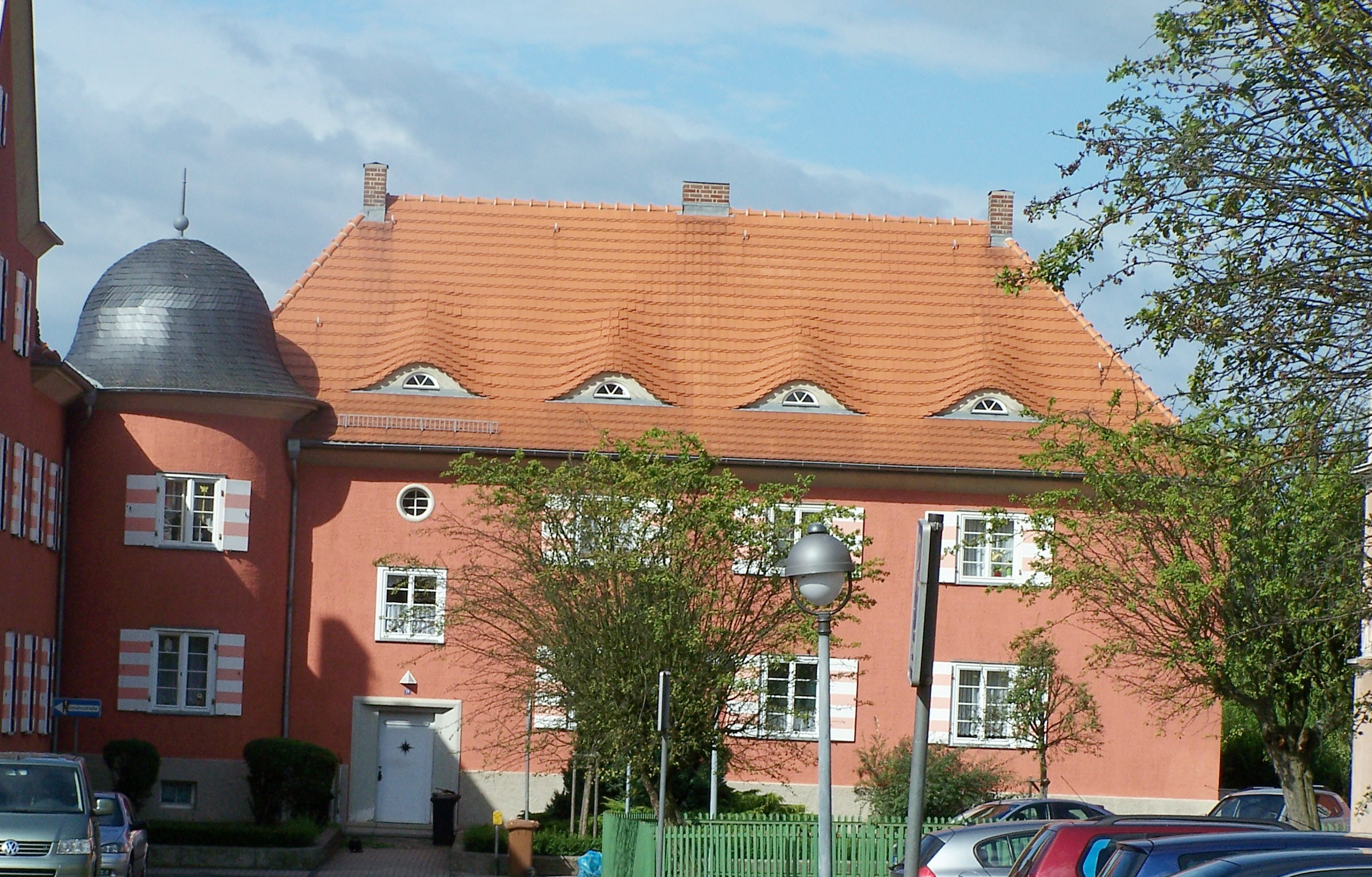
Geschwister-Scholl-Platz
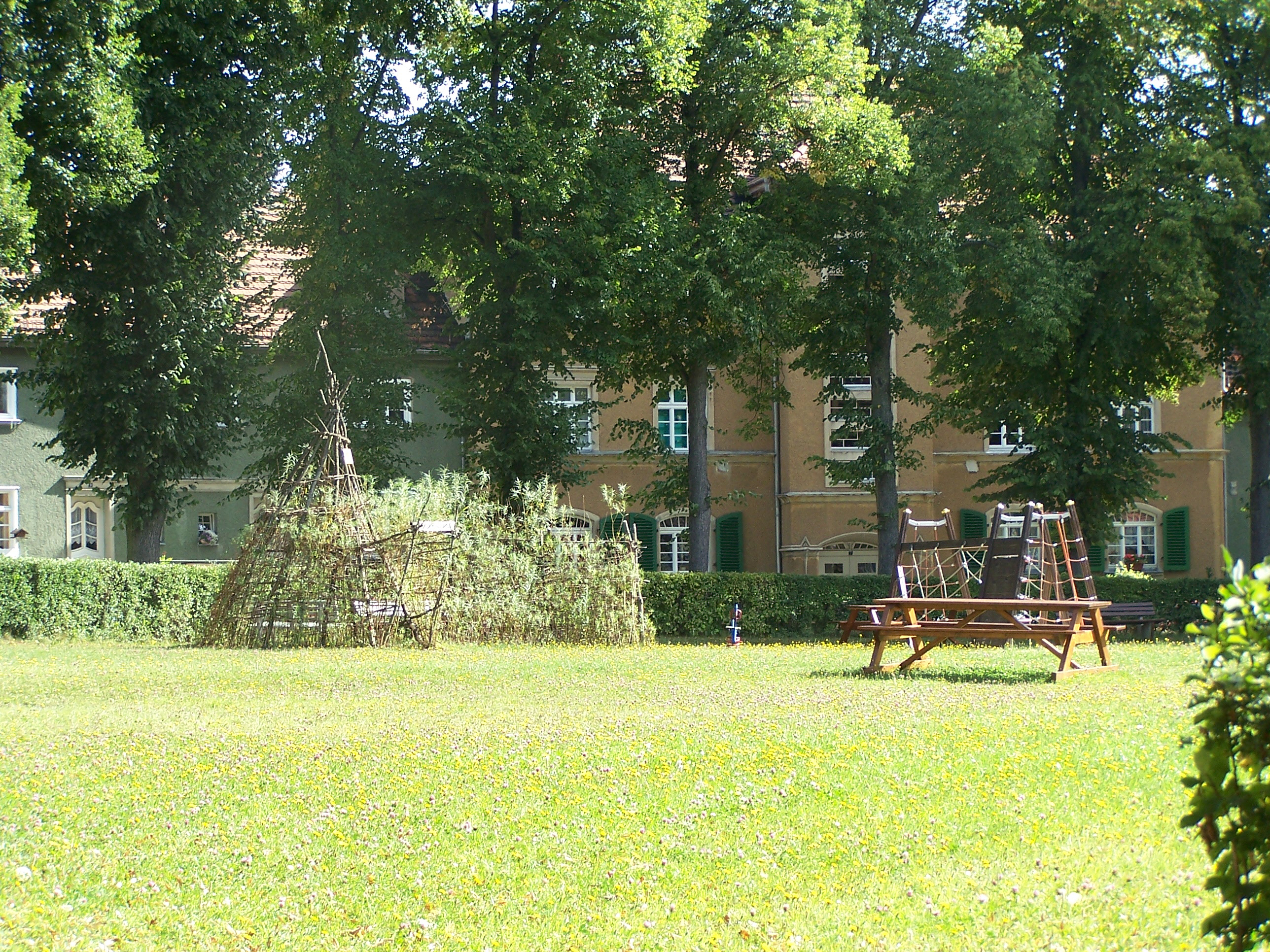
Spielplatz/Friedensplatz
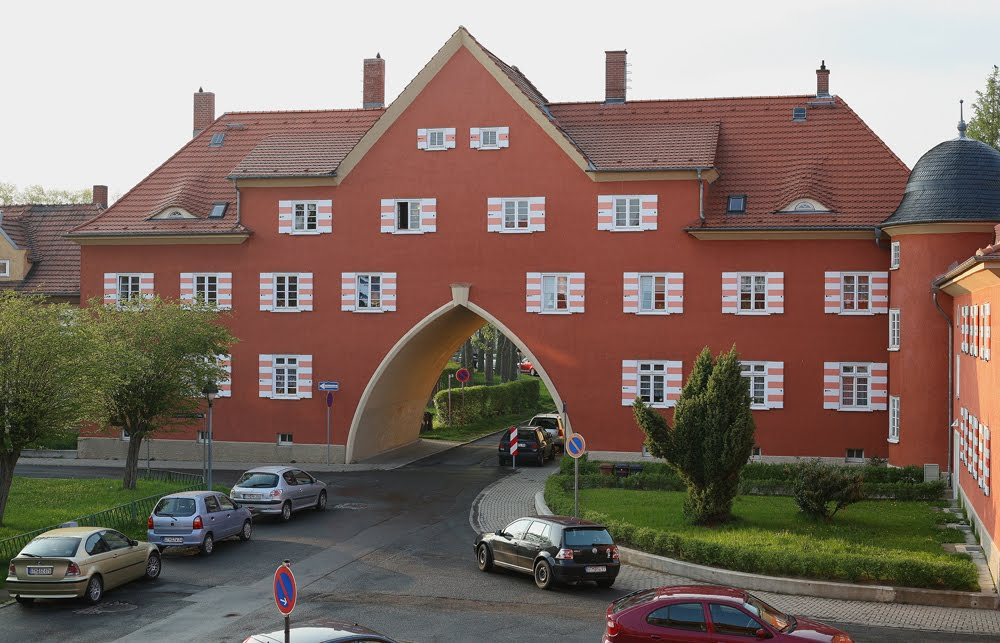
Geschwister-Scholl-Platz
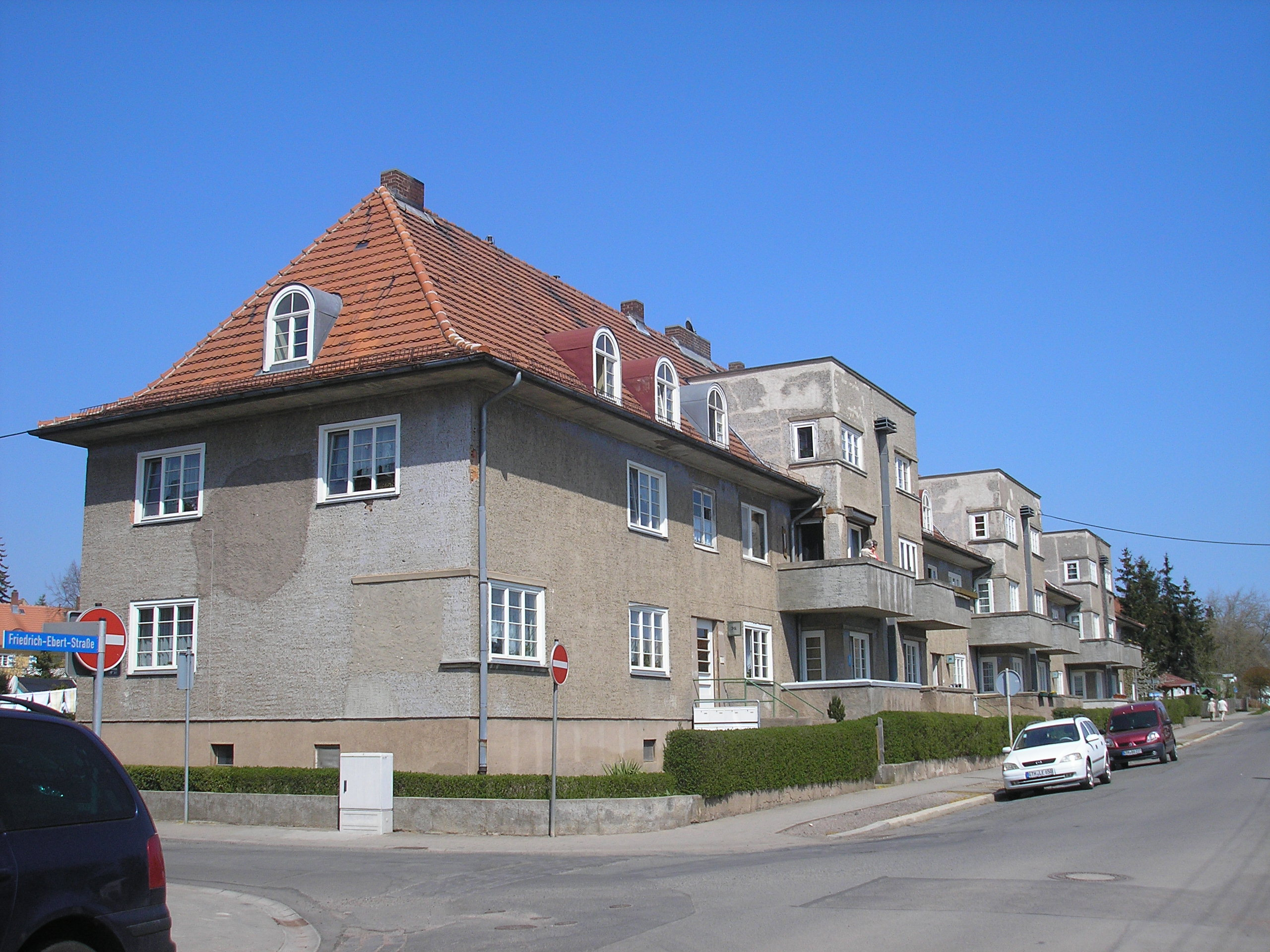
Friedrich-Ebert-Straße (Bauhaus) unsaniert
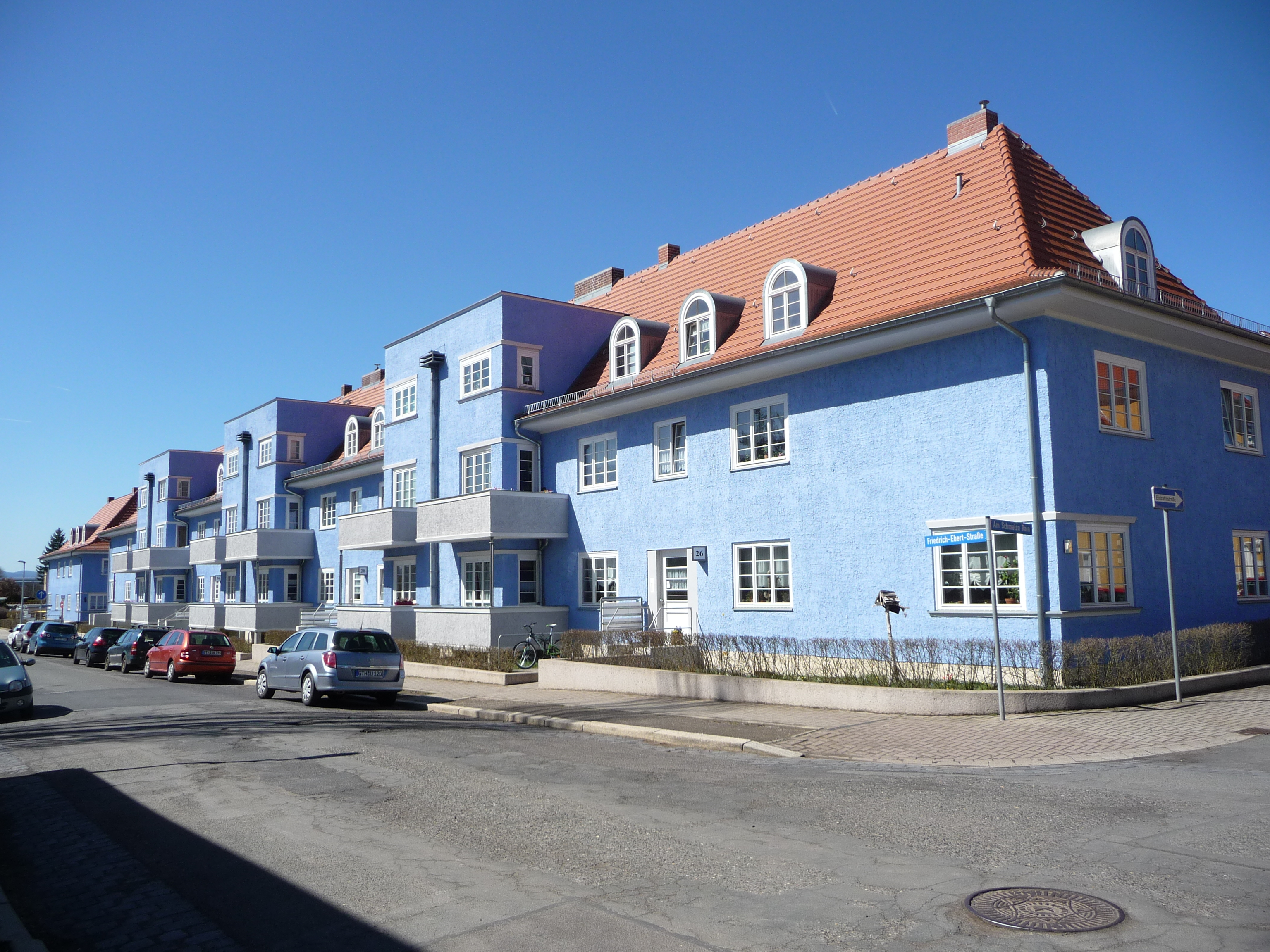
Friedrich-Ebert-Straße (Bauhaus) saniert
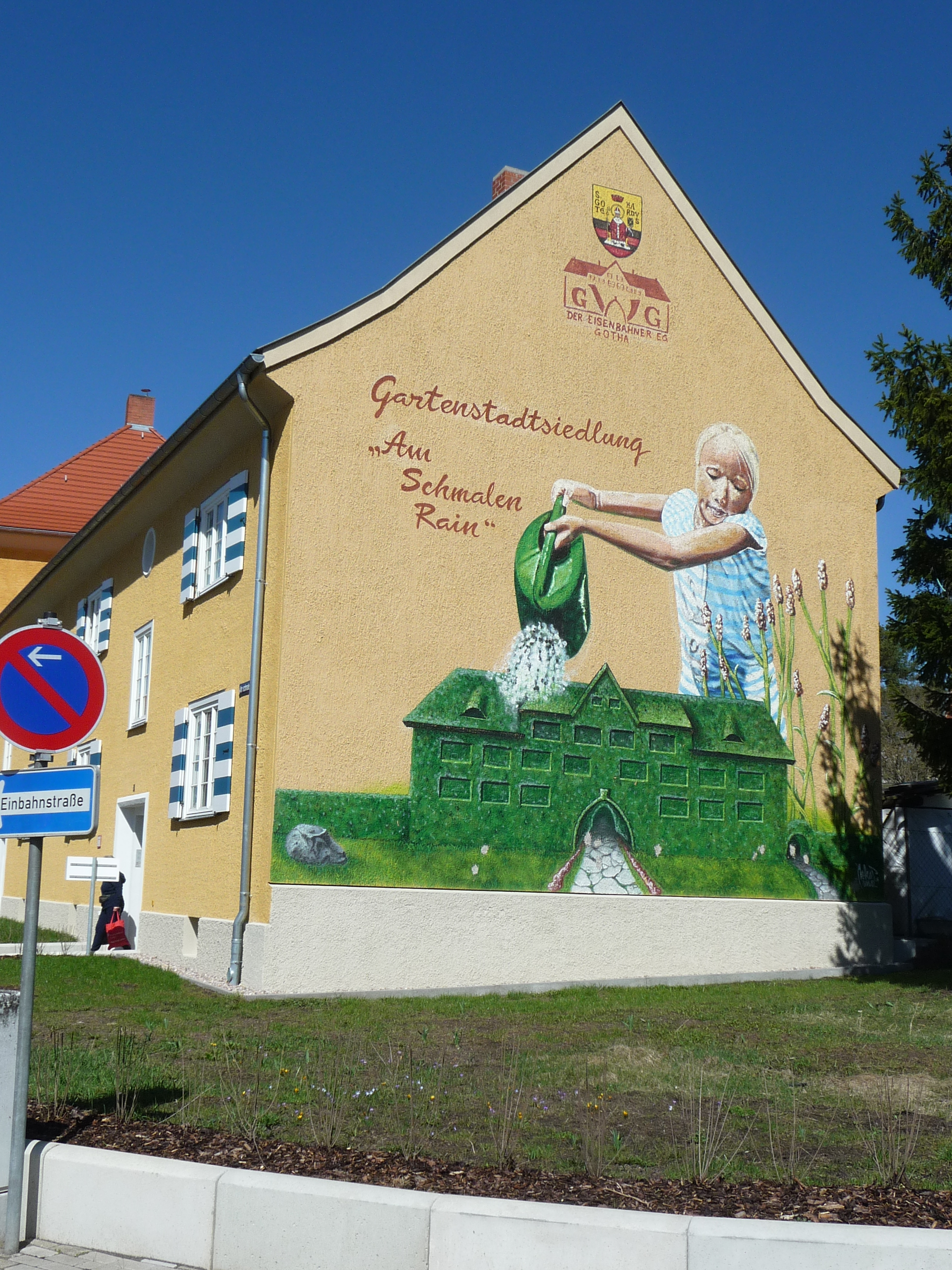
Gartenstadt “Am Schmalen Rain” (Graffiti SOKAR UNO-Kevin Kandetzki)
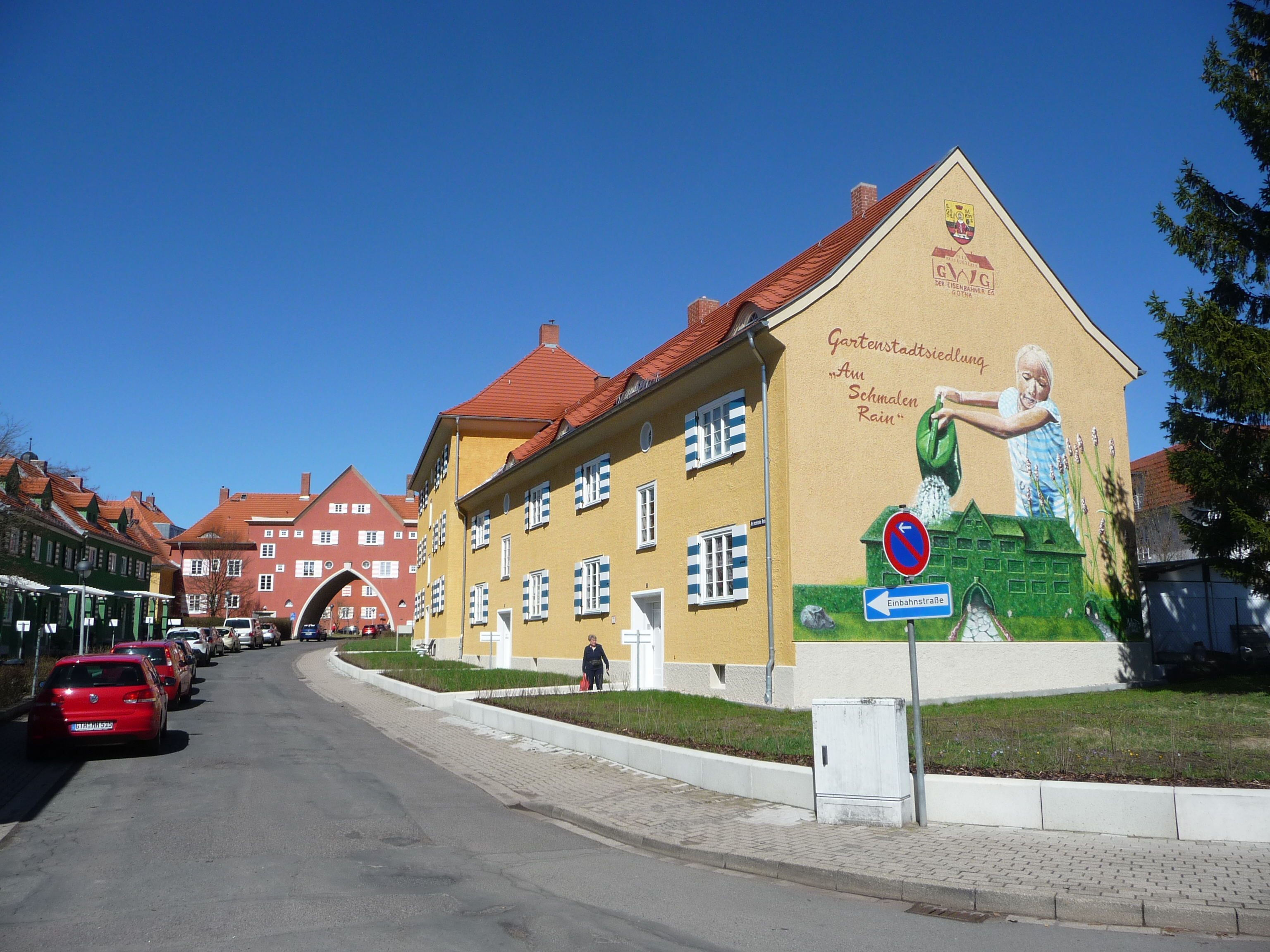
Gartenstadt “Am Schmalen Rain” (Graffiti SOKAR UNO-Kevin Kandetzki)
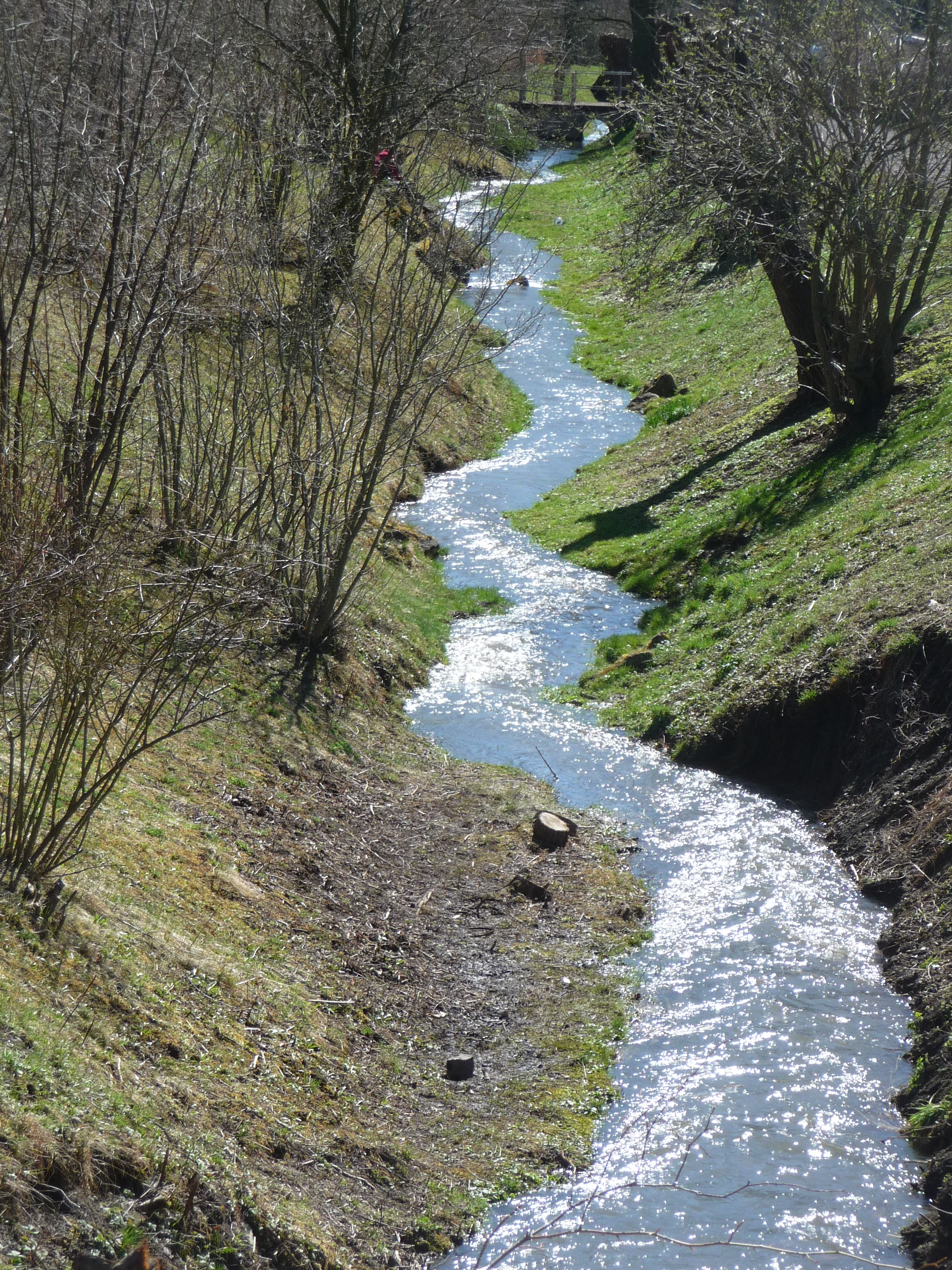
Gartenstadt “Am Schmalen Rain” (Der Wassergraben)